# Костадин Патоков
Костадин Иванов Патоков е български комунист, един от ръководителите на Септемврийското въстание в Разлога.

## Биография
Костадин Иванов Патоков е роден на 10 юли 1894 година в град Мехомия, тогава в Османската империя. Работи като тютюноработник в Ксанти, Шумен и Пловдив. В 1912 година става социалист. След Балканската война работи в тютюневите складове в Шумен и Пловдив. Участва в Първата световна война.
След войната, по негова инициатива в 1918 година в дома му в Мехомия е основана комунистическа партийна организация. Участва в основаването на комунистически групи в Разлога. В 1918 – 1923 година е секретар на комитета на БКП. В 1919 – 1922 година е член на общинския съвет, а в 1920 – 1922 година е кмет на общината. В 1923 година Патоков е един от главните организатори на Септемврийското въстание в Разлога. През тридневното комунистическо управление в града е отново кмет. След потушаването на въстанието е задържан от четата на Алеко Василев, но животът му е запазен. В 1924 година е освободен и се връща в Мехомия. Убит е по време на така наречените Априлски събития на шосето Разлог – Симитли на 16 юни 1925 година заедно с Иван Крачанов.